# Maren Fischer-Epe

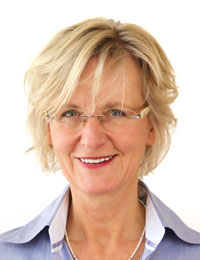
Maren Fischer-Epe

Maren Fischer-Epe (* 1953 in Hamburg) ist eine deutsche Psychologin, Unternehmensberaterin und Fachbuchautorin über Coaching und Selbstcoaching von Beratern, Trainern und Führungskräften.

## Leben
Nach dem Studium mit Staatsexamen in Germanistik, Pädagogik, Sport (1978) sowie Diplom in Psychologie an der Universität Hamburg (1978) war sie zunächst einige Jahre systemische Familientherapeutin am Beratungszentrum Reinbek sowie Lehrtrainerin und Lehrsupervisorin am Fritz Perls Institut für Integrative Therapie und Kreativitätsförderung in Hückeswagen. Seit 1988 arbeitet sie als Expertin für Lern- und Veränderungsprozesse in der Personal- und Organisationsentwicklung, seit 1998 mit dem interdisziplinären Fischer-Epe Team, das sich vorrangig den Themen Beratung, Training und Coaching für Unternehmen widmet.
Basierend auf ihrer Lehrtätigkeit am Fritz Perls Institut und einer Zusammenarbeit mit Friedemann Schulz von Thun gestaltet sie Ausbildungsprogramme zu Coaching, Führung und Dialogkompetenz. Gemeinsam mit ihrem Ehemann Claus Epe entwickelt sie einfache Modelle und Methoden für die Ausbildung von Führungskräften.

## Publikationen
Monographien:
- mit Martin Reissmann: Coaching zu Führungsthemen. Modelle und Anregungen für die Praxis, 2. Aufl., Rowohlt, Reinbek 2019, ISBN 978-3-499-63236-5.
- Coaching: Miteinander Ziele erreichen, 8. Aufl., Rowohlt, Reinbek 2011, ISBN 978-3-499-62713-2.
- mit Claus Epe: Selbstcoaching. Hintergrundwissen, Anregungen und Übungen zur persönlichen Entwicklung, 3. Aufl., Rowohlt, Reinbek 2010, ISBN 978-3-499-62283-0.
- mit Claus Epe: Stark im Beruf- erfolgreich im Leben. Persönliche Entwicklung und Selbstcoaching, Rowohlt, Reinbek 2004, ISBN 978-3-499-62283-0.

Buchbeiträge:
- Das Innere Führungsteam. In: C. Rauen: Coaching-Tools III, Bonn 2012/2018.
- mit Martin Reissmann: Mit Coaching Strategie entwickeln. Titelthema im Fachmagazin „Wirtschaft + Weiterbildung“, Heft 6/2010.
- mit Martin Reissmann: "Verordnetes" Coaching als Implementierungsmethode. Beitrag im Fachmagazin „Wirtschaft + Weiterbildung“, Heft 11/12.2009.
- mit Claus Epe: Wenn die Lösung zum Problem wird. Überlegungen zum Sinn und Unsinn fortlaufender Supervision in Teams. In: F. W. Wilker (Hrsg.): Supervision und Coaching. Bonn 1995, ISBN 3-925559-91-4
- Vom einsamen Schachspieler zum Teammoderator. Coaching am Beispiel einer Fallgeschichte. In: Organisationsberatung, Supervision, Clinical Management, Heft 1/94, Leverkusen 1994, ISSN 0946-9834